# Alpes du Dauphiné
Les Alpes du Dauphiné constituent un sous-ensemble du sud des Alpes françaises, sous-section SOIUSA 1 de la section 5. Cette section comprend le massif des Écrins, la chaîne de Belledonne, le massif du Taillefer et les montagnes de la Matheysine.

## Géographie physique
Elles sont séparées des Alpes cottiennes à l'est par le col du Galibier et la haute vallée de la Durance ; des Alpes grées occidentales (massif de la Vanoise) au nord-est par la rivière Arc ; des bas massifs du Vercors et de la Chartreuse à l'ouest par les rivières Drac et Isère. De nombreux sommets culminent à plus de (3 000 m), la barre des Écrins (4 101 m) étant la plus haute.
Administrativement, elles appartient aux départements français de l'Isère, des Hautes-Alpes et de la Savoie.
Tout l'ensemble est drainé par le Rhône à travers ses affluents.
Il a été suggéré que la hauteur des montagnes dans les Alpes du Dauphiné serait limitée par l'érosion causée par les petits glaciers, provoquant un effet topographique appelé la scie glaciaire.